# Volvo do sigmoide
O volvulo do cólon sigmoide, também conhecido como volvo de sigmóide, é um vólvulo que afeta o cólon sigmóide . É uma causa comum de obstrução intestinal e constipação . É comum na Ásia, na Índia (7% da obstrução intestinal) e especialmente no sul da Índia, devido à dieta rica em fibras . É uma causa muito comum de obstrução do intestino grosso no Peru e na Bolívia devido à alta altitude. 

## Sinais e sintomas
- Dor no abdômen - inicialmente do lado esquerdo, eventualmente em todo órgão
- Constipação absoluta
- Grande distensão  do abdome
- Vômito tardio e eventualmente desidratação
- Características de peritonite
- Soluço e ânsia de vômito podem ocorrer

## Causa
A condição é mais comum em homens e com idade avançada. Também é comum em pessoas com constipação crônica e abuso de laxantes . 
É comum em: 
- Síndrome de Ogilvie
- Indivíduos com dificuldades de aprendizagem
- Doença de Chagas
- Hipotireoidismo
- Medicamentos anticolinérgicos
- Esclerose múltipla
- Esclerodermia
- Mal de Parkinson

No sigmóide, a rotação do volvo é sempre no sentido anti-horário. Requer uma rotação e meia para causar obstrução vascular e gangrena que eventualmente leva à perfuração na raiz ou no ápice da alça sigmoide. 

## Diagnóstico
1. Radiografia simples (diagnóstico em 70-80%): sinal do grão de café é visto [2]
2. Enema de contraste: sinal de bico de pássaro
3. Tomografia computadorizada: mostra o padrão de turbilhão característico [3]
4. Sangue: hematócrito, funções renais, eletrólitos séricos

## Tratamento
- Aspiração por sonda
- Fluidos intravenosos
- Cateterismo
- Antibióticos
- Por  sigmoidoscopia a rotação é feita
- Se a rotação não ocorrer, então a laparotomia através da incisão na linha média deve ser feita. É rotado manualmente. Se viável, pode ser fixado na parede lateral do abdome ou da pelve
- Se o cólon sigmóide é gangrenoso, então a operação de Hartmann ou operação de Paul Mikulicz é feita [4]